# Falso punzonamiento

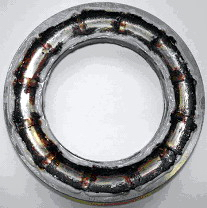
Falso punzonamiento en un rodamiento

El falso punzonamiento (conocido en inglés como false brinelling) es un daño propio de los cojinetes, causado por un fenómeno de desgaste, con o sin corrosión, que genera huellas de aspecto similar a las generadas por punzonamiento, pero que son causadas por un mecanismo diferente. En particular, puede producirse en rodamientos que trabajan sometidos a pequeñas oscilaciones o a vibraciones.
La causa básica del falso punzonamiento es que el diseño del rodamiento no disponga de un método para garantizar la correcta redistribución del lubricante si no se produce un gran movimiento de rotación de todas las superficies de rodamiento sobre las pistas de rodadura. El lubricante es empujado fuera de una región cargada durante pequeños movimientos oscilatorios y vibraciones en los que las superficies de los cojinetes no se mueven mucho de forma repetida. Sin lubricante, el desgaste aumenta cuando se repiten los pequeños movimientos oscilatorios. Es posible que los residuos resultantes del desgaste se conviertan a su vez en óxidos y formen un compuesto abrasivo que acelere aún más el proceso de desgaste.

## Mecanismo de acción
En condiciones de funcionamiento normal, un rodamiento tiene los rodillos y las pistas separados por una fina capa de lubricante, como por ejemplo una grasa o un aceite. Aunque estos lubricantes normalmente parecen líquidos (y no sólidos), bajo presiones elevadas actúan como sólidos y evitan que los rodillos y los surcos se toquen entre sí.
Si se quita el lubricante, los rodillos y los surcos pueden tocarse directamente. Aunque los rodillos y los surcos parecen suaves a simple vista, son microscópicamente ásperos. Por lo tanto, los puntos altos de cada superficie pueden tocarse, pero los "valles" no. Por lo tanto, la carga del cojinete se distribuye en un área mucho menor, lo que aumenta la tensión en la zona de contacto, lo que hace a su vez que pequeños fragmentos de cada superficie se rompan o se suelden a presión y luego se rompan de nuevo cuando el cojinete rueda.
Las piezas rotas también se denominan "residuos de desgaste". Estos desechos son muy perjudiciales, porque son relativamente grandes en comparación con el acabado de la superficie circundante y, por lo tanto, crean más regiones de alta tensión de contacto. Peor aún, el acero de los cojinetes ordinarios puede oxidarse (en forma de herrumbre), produciendo un compuesto más abrasivo que acelera el desgaste.

## Simulación del falso punzonamiento

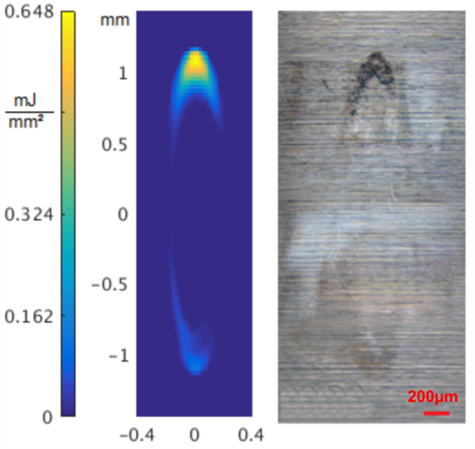
Comparación entre la densidad de trabajo por fricción simulada y el desgaste real

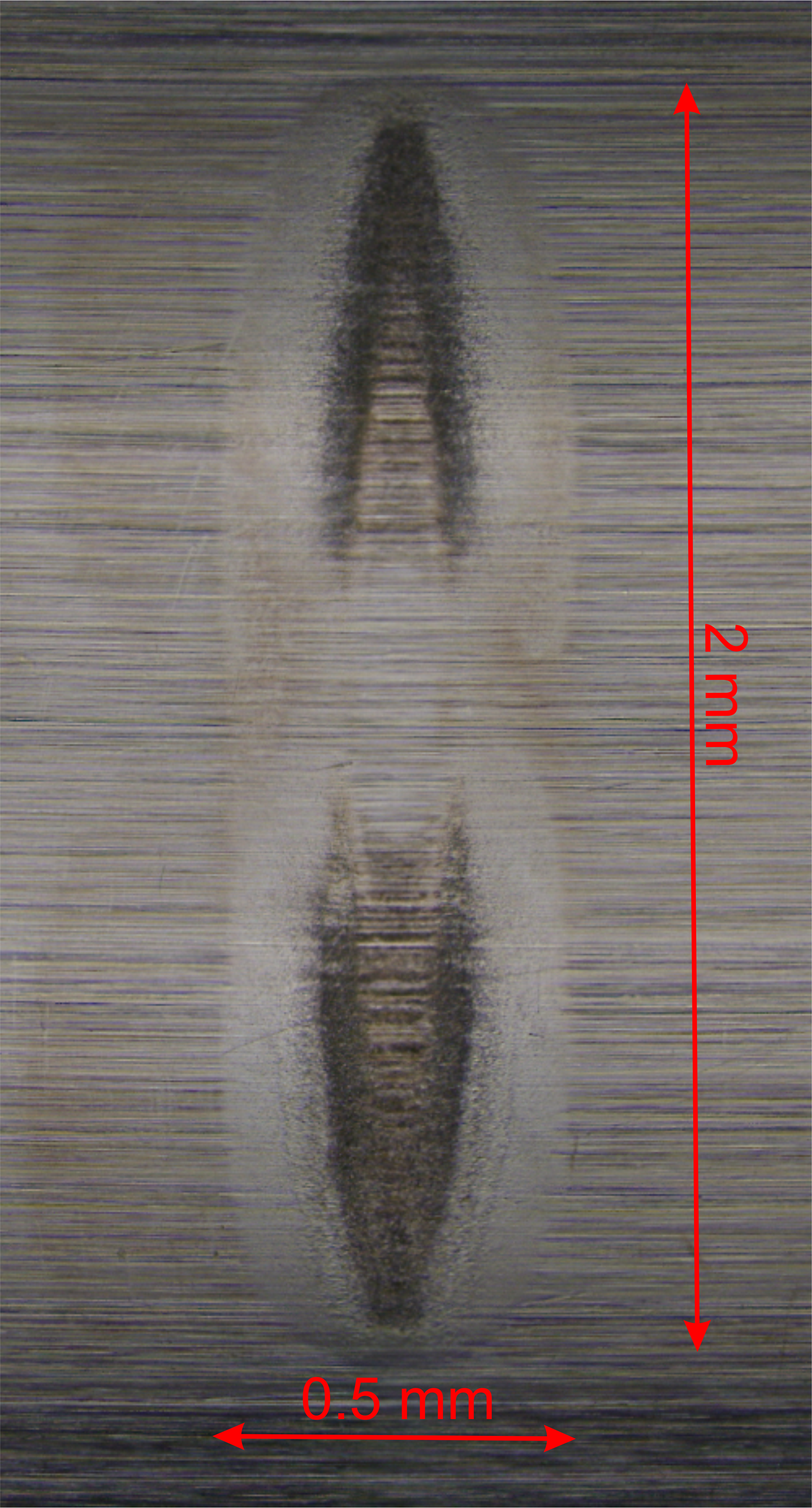
Microscopía de la pista de rodadura de un rodamiento dañada por falso punzonamiento

La simulación del falso punzonamiento es posible con la ayuda del método de elementos finitos. Para la simulación, se determinan los desplazamientos relativos (deslizamiento) entre el elemento rodante y el surco de rodadura, así como la presión en el contacto rodante. Para ajustar la simulación a los resultados experimentales, se utiliza la densidad de trabajo por fricción, que es el producto del coeficiente de fricción, el deslizamiento y la presión local. Los resultados de la simulación se pueden utilizar para determinar parámetros de aplicación críticos o para explicar los mecanismos de daño.

## Ejemplos
Almen mencionó por primera vez el falso punzonamiento en 1937, tras descubrir que los cojinetes de las ruedas estaban dañados antes de que los clientes los usaran. Además, se percató de que los rodamientos estaban más dañados cuando era necesario transportarlos a lo largo de grandes distancias hasta las fábricas de automóviles, y que el tiempo que permanecían almacenados hasta envíarlos también influía. La causa de los daños observados en los rodamientos eran las microoscilaciones a las que estaban sometidos durante su envío. Debido a que el daño tenía un aspecto similar al del punzonamiento, se le llamó falso punzonamiento.
Aunque el problema del envío de los rodamientos se ha resuelto satisfactoriamente, se conocen muchos casos posteriores más recientes. Por ejemplo, los generadores eléctricos o bombas hidráulicas pueden fallar o necesitar reparaciones de servicio, por lo que es común tener una unidad de repuesto cerca que se deja apagada la mayor parte del tiempo pero que se pone en servicio cuando es necesario. Sorprendentemente, sin embargo, la vibración de la unidad en funcionamiento puede provocar fallos en los rodamientos de la unidad que está apagada. Cuando se enciende esta segunda unidad, los cojinetes pueden hacer ruido debido al daño y pueden fallar por completo en unos pocos días o semanas, aunque la unidad y sus rodamientos estén prácticamente nuevos. Las soluciones comunes incluyen: mantener la unidad de repuesto sufientemente separada de la que está encendida y vibrando; girar manualmente los ejes de las unidades de repuesto de forma regular (por ejemplo, semanalmente); o alternar regularmente la unidad en servicio para que ambas operen regularmente (por ejemplo, cada semana).
Hasta hace poco, los rodamientos de los manillares de las bicicletas tendían a sufrir falso punzonamiento en la posición de dirección "recta", debido a los pequeños movimientos causados por la flexión de la horquilla. Los manillares modernos bien diseñados incorporan un cojinete de deslizamiento para adaptarse a esta flexión, dejando que la carrera de las bolas del rodamiento sea un movimiento de rotación puro. [cita requerida]

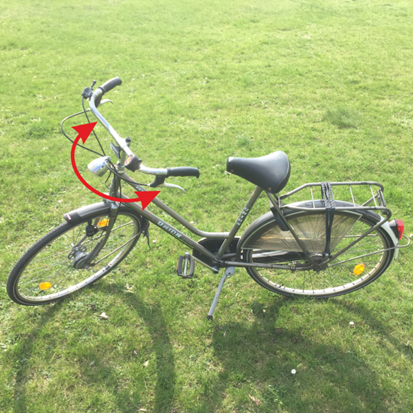
Manillar de una bicicleta antigua: ejemplo de una aplicación en la que se puede producir falso punzonamiento

Los rodamientos de las turbinas eólicas modernas a menudo se ven afectadas por el falso punzonamiento. En especial, el rodamiento de cabeceo, que se utiliza bajo oscilación, muestra a menudo este tipo de daños.